# سلهت
سِلْهَت (بالبنغالية: সিলেট؛ بالأردية: سلہٹ)، هي إحدى المدن الرئيسة في شمال شرق بنغلادش. وهي المدينة الرئيسة في تقسيم سلهت ومقاطعة سلهت، وتم منحها مكانة المدينة العاصمة في مارس عام 2009م. وتقع مدينة سلهت على ضفاف وادي سورما وتحيط بها تلال جينشيا وخاسي وتريبورا. ويقترب عدد سكان المدينة من 500000 نسمة في حين أنها تتمتع بكثافة سكانية عالية.[بحاجة لمصدر] وهي واحدة من أكبر المدن في بنغلادش. وتشتهر منطقة سلهت بحدائق الشاي والغابات الاستوائية. كما تشتهر المدينة بازدهارها التجاري؛ باعتبارها واحدة من أكثر المدن ثراءً في بنغلاديش مع استثمارات فندقية جديدة ومراكز تجارية وعقارات فاخرة، مدفوعة بشكل أساسي من قِبل المغتربين المقيمين في المملكة المتحدة.
وسلهت لديها تاريخ من الفتوحات وتراث من أنواع مختلفة من الثقافات. وتُوصف المدينة بأنها مدينة القديسين، مع وجود ضريح الشيخ حضرة جلال شاه، الذي جلب الإسلام إلى البنغال خلال القرن 14، في هذه المدينة. وخلال القرون القليلة اللاحقة كانت جزءًا من ولاية آسام أثناء عهد الهند البريطانية. وبعد الاستقلال بين الهند وباكستان، أصبحت سلهت جزءًا من شرق باكستان بناءً على استفتاء، وهي الآن جزء من بنغلاديش. وقد لعبت دورًا رئيسًا في حرب تحرير بنغلاديش أثناء سبعينيات القرن الماضي.[بحاجة لمصدر]

## المناخ
يظهر الجدول التالي التغييرات المناخية على مدار السنة لسلهت:
| البيانات المناخية لـسلهت          | البيانات المناخية لـسلهت | البيانات المناخية لـسلهت | البيانات المناخية لـسلهت | البيانات المناخية لـسلهت | البيانات المناخية لـسلهت | البيانات المناخية لـسلهت | البيانات المناخية لـسلهت | البيانات المناخية لـسلهت | البيانات المناخية لـسلهت | البيانات المناخية لـسلهت | البيانات المناخية لـسلهت | البيانات المناخية لـسلهت | البيانات المناخية لـسلهت |
| الشهر                             | يناير                    | فبراير                   | مارس                     | أبريل                    | مايو                     | يونيو                    | يوليو                    | أغسطس                    | سبتمبر                   | أكتوبر                   | نوفمبر                   | ديسمبر                   | المعدل السنوي            |
| --------------------------------- | ------------------------ | ------------------------ | ------------------------ | ------------------------ | ------------------------ | ------------------------ | ------------------------ | ------------------------ | ------------------------ | ------------------------ | ------------------------ | ------------------------ | ------------------------ |
| متوسط درجة الحرارة الكبرى °م (°ف) | 25.2 (77.4)              | 27.1 (80.8)              | 30.4 (86.7)              | 30.8 (87.4)              | 30.8 (87.4)              | 30.9 (87.6)              | 30.9 (87.6)              | 31.6 (88.9)              | 31.2 (88.2)              | 30.9 (87.6)              | 29.2 (84.6)              | 26.3 (79.3)              | 29.6 (85.3)              |
| متوسط درجة الحرارة الصغرى °م (°ف) | 12.9 (55.2)              | 14.2 (57.6)              | 18.1 (64.6)              | 20.8 (69.4)              | 22.6 (72.7)              | 24.4 (75.9)              | 24.9 (76.8)              | 25.0 (77.0)              | 24.3 (75.7)              | 22.5 (72.5)              | 18.4 (65.1)              | 14.0 (57.2)              | 20.2 (68.3)              |
| معدل هطول الأمطار مم (إنش)        | 8 (0.3)                  | 31 (1.2)                 | 146 (5.7)                | 372 (14.6)               | 569 (22.4)               | 796 (31.3)               | 834 (32.8)               | 621 (24.4)               | 548 (21.6)               | 232 (9.1)                | 30 (1.2)                 | 13 (0.5)                 | 4٬200 (165.1)            |
| المصدر: WMO                       |                          |                          |                          |                          |                          |                          |                          |                          |                          |                          |                          |                          |                          |

## توأمة
لسلهت اتفاقيات توأمة مع كل من:
- عمان
- قونية
- لندن
- سانت ألبانز

## أعلام
- سيد أحمد
- محمد ظفر إقبال
- فاضل حسن عابد
- عبد اللطيف
- سلمان شاه